# PCHA 1916–17

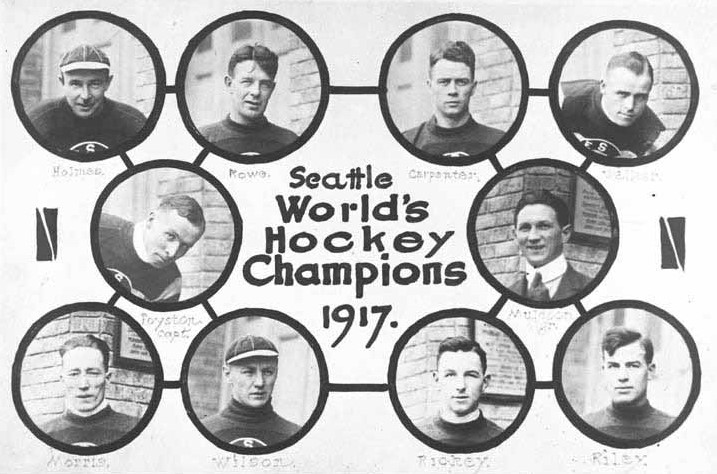
Seattle Metropolitans lag säsongen 1916–17. Översta raden: Harry "Hap" Holmes, Bobby Rowe, Ed Carpenter och Jack Walker. Mellanraden: Frank Foyston och Pete Muldoon. Nedre raden: Bernie Morris, Cully Wilson, Roy Rickey och Jim Riley.

PCHA 1916–17 var den sjätte säsongen av den professionella ishockeyligan Pacific Coast Hockey Association och spelades mellan 1 december 1916 och 2 mars 1917.

## Grundserie
Säsongen 1916–17 flyttade Victoria Aristocrats från Victoria till Spokane i USA och blev Spokane Canaries. Poängkungen från de tre föregående säsongerna Cyclone Taylor spelade endast 12 matcher för Vancouver Millionaires på grund av blindtarmsinflammation och i hans frånvaro vann Seattle Metropolitans center Bernie Morris poängligan med 54 poäng, en poäng före Vancouver Millionaires vänsterforward Gordon Roberts vars 43 mål var flest i ligan.
Seattle Metropolitans vann ligan med 32 inspelade poäng på 24 matcher, fyra poäng före Vancouver Millionaires. Som mästare i PCHA fick Metropolitans sedan spela om Stanley Cup mot de regerande mästarna Montreal Canadiens från NHA i en finalserie i bäst av fem matcher. Metropolitans förlorade den första matchen med 4-8 men svarade med att vinna tre på raken med utklassingssiffrorna 6-1, 4-1 och 9-1 och blev i och med segern det första amerikanska laget någonsin att bärga den åtråvärda pokalen. Metropolitans Bernie Morris gjorde 14 av lagets 23 mål i finalserien mot Canadiens.

### Tabell
M = Matcher, V = Vinster, F = Förluster, O = Oavgjorda, GM = Gjorda mål, IM = Insläppta mål, P = Poäng
|                        | M  | V  | F  | O | GM  | IM  | P  |
| ---------------------- | -- | -- | -- | - | --- | --- | -- |
| Seattle Metropolitans  | 24 | 16 | 8  | 0 | 125 | 80  | 32 |
| Vancouver Millionaires | 23 | 14 | 9  | 0 | 131 | 124 | 28 |
| Portland Rosebuds      | 24 | 9  | 15 | 0 | 114 | 112 | 18 |
| Spokane Canaries       | 23 | 8  | 15 | 0 | 89  | 143 | 16 |

### Målvaktsstatistik
M = Matcher, V = Vinster, F = Förluster, SM = Spelade minuter, IM = Insläppta mål, N = Hållna nollor, GIM = Genomsnitt insläppta mål per match
|                     | Lag       | M  | V  | F  | SM   | IM  | N | GIM  |
| ------------------- | --------- | -- | -- | -- | ---- | --- | - | ---- |
| Harry Holmes        | Seattle   | 24 | 16 | 8  | 1465 | 80  | 2 | 3.28 |
| Tommy Murray        | Portland  | 24 | 9  | 15 | 1464 | 112 | 0 | 4.59 |
| Hughie Lehman       | Vancouver | 23 | 14 | 9  | 1404 | 124 | 0 | 5.30 |
| Norman "Hec" Fowler | Spokane   | 23 | 8  | 15 | 1383 | 143 | 0 | 6.20 |

### Poängligan

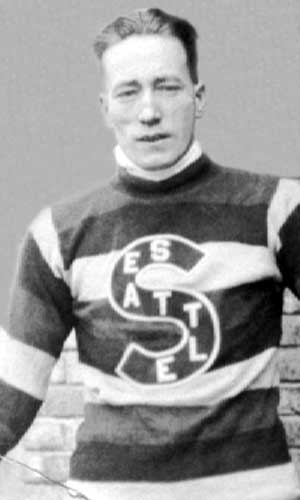
Bernie Morris 54 poäng var flest i ligan säsongen 1916–17.

|                  | Lag       | Matcher | Mål | Assists | Poäng |
| ---------------- | --------- | ------- | --- | ------- | ----- |
| Bernie Morris    | Seattle   | 24      | 37  | 17      | 54    |
| Gordon Roberts   | Vancouver | 23      | 43  | 10      | 53    |
| Frank Foyston    | Seattle   | 24      | 36  | 12      | 48    |
| Barney Stanley   | Vancouver | 23      | 28  | 18      | 46    |
| Dick Irvin       | Portland  | 23      | 35  | 10      | 45    |
| Mickey MacKay    | Vancouver | 23      | 22  | 11      | 33    |
| Albert Kerr      | Spokane   | 23      | 20  | 11      | 31    |
| Fred Harris      | Portland  | 23      | 18  | 13      | 31    |
| Cyclone Taylor   | Vancouver | 12      | 14  | 15      | 29    |
| Tommy Dunderdale | Portland  | 24      | 22  | 4       | 26    |
| Jack Walker      | Seattle   | 24      | 11  | 15      | 26    |

## Stanley Cup
| Match & Datum | Match & Datum | Vinnande lag          | Resultat | Förlorande lag     | Plats             |
| ------------- | ------------- | --------------------- | -------- | ------------------ | ----------------- |
| 1             | 17 mars       | Montreal Canadiens    | 8–4      | Montreal Canadiens | Seattle Ice Arena |
| 2             | 20 mars       | Seattle Metropolitans | 6–1      | Montreal Canadiens | Seattle Ice Arena |
| 3             | 23 mars       | Seattle Metropolitans | 4–1      | Montreal Canadiens | Seattle Ice Arena |
| 4             | 26 mars       | Seattle Metropolitans | 9–1      | Montreal Canadiens | Seattle Ice Arena |